# Gerd Binnig
Gerd Binnig, nemški fizik, * 20. julij 1947, Frankfurt ob Majni, Nemčija.
Bining je leta 1986 prejel polovico Nobelove nagrade za fiziko.
1. 1 2  Record #109583469 // Gemeinsame Normdatei — 2012—2016.
2. 1 2  Gerd Binnig - Facts — Nobelov sklad.